# Вольфартова муха
Вольфартова муха (лат. Wohlfahrtia magnifica) — двукрылое насекомое семейства серых мясных мух.

## Описание
Взрослые насекомые длиной приблизительно от 6 до 10 мм, личинки от 5 до 7 мм. На сером брюшке имеется три ряда тёмных пятен. Вольфартова муха — пастбищный вид. Имаго питаются на цветах (нектарофаги).

## Распространение
Вид распространён в Южной Европе, азиатской части России, на Ближнем Востоке, в Северной Африке и Китае.

## Миазы
Личинки развиваются как облигатные паразиты животных, в том числе иногда паразитируют на людях, хотя на других животных паразитируют чаще. У каждой самки формируется от 100 до 200 личинок, По мере созревания личинок самка откладывает их на ссадины, раны, слизистые оболочки животных и человека. 
Личинки вольфартовой мухи вызывают миазы у млекопитающих, главным образом у овец, а также у крупного рогатого скота, коз, лошадей и редко у человека. У овец личинки поражают гениталии или открытые раны. У человека личинки поражают живые ткани ушей, глаз, рта или носа. Личинки питаются живыми тканями, могут выедать обширные участки мышц. Прокладывая ходы в тканях, личинки не только вызывают болезненные ощущения — поврежденные участки распухают и гноятся, ткани частично отмирают, из носа начинается кровотечение. После удаления личинок все эти явления проходят.
|  |  |